# Kult
 Der er for få eller ingen kildehenvisninger i denne artikel, hvilket er et problem. Du kan hjælpe ved at angive troværdige kilder til de påstande, som fremføres i artiklen.

En kult er en rituel dyrkelse af en gud, en helligdom eller en hellig genstand. De personer der indgår i dyrkelsen udgør også en kult tilsammen.
I arkæologien betegnes genstande som anses at have været brugt i religiøse sammenhænge ofte kultgenstande.
I moderne sprogbrug anvendes kult også om ikke-religiøs dyrkelse af en ting, en epoke eller person. For at en sådan dyrkelse kan kaldes kult skal den almindeligvis involvere ritualer.
I religionssociologien er en kult "en religion, hvor medlemmerne er løst organiserede og tilknyttede", mens en sekt er "en tæt sammenknyttet religion, som ser sig selv i kontrast til majoritetssamfundet".